# Abobra tenuifolia
Abobra tenuifolia är en gurkväxtart som först beskrevs av John Gillies, och fick sitt nu gällande namn av Naud. Abobra tenuifolia ingår i släktet Abobra och familjen gurkväxter. Inga underarter finns listade i Catalogue of Life.